# Thymus antoninae
{{#ifeq:0|0|{{#if:|{{#if:Thymusantoninae|[[]}}|}}}}
Thymus antoninae — вид рослин родини глухокропивові (Lamiaceae), ендемік Іспанії.

## Опис
Кущик 10–15 см заввишки. Листки лінійні, 5–8 мм завдовжки, звивисті. Квітки багрові, довжиною 8–12 мм, в парах від кінцевих листоподібних приквітків.

## Поширення
Ендемік Іспанії (південний схід). Росте на висотах 300–500 м н.р.м